# Marten Schagen

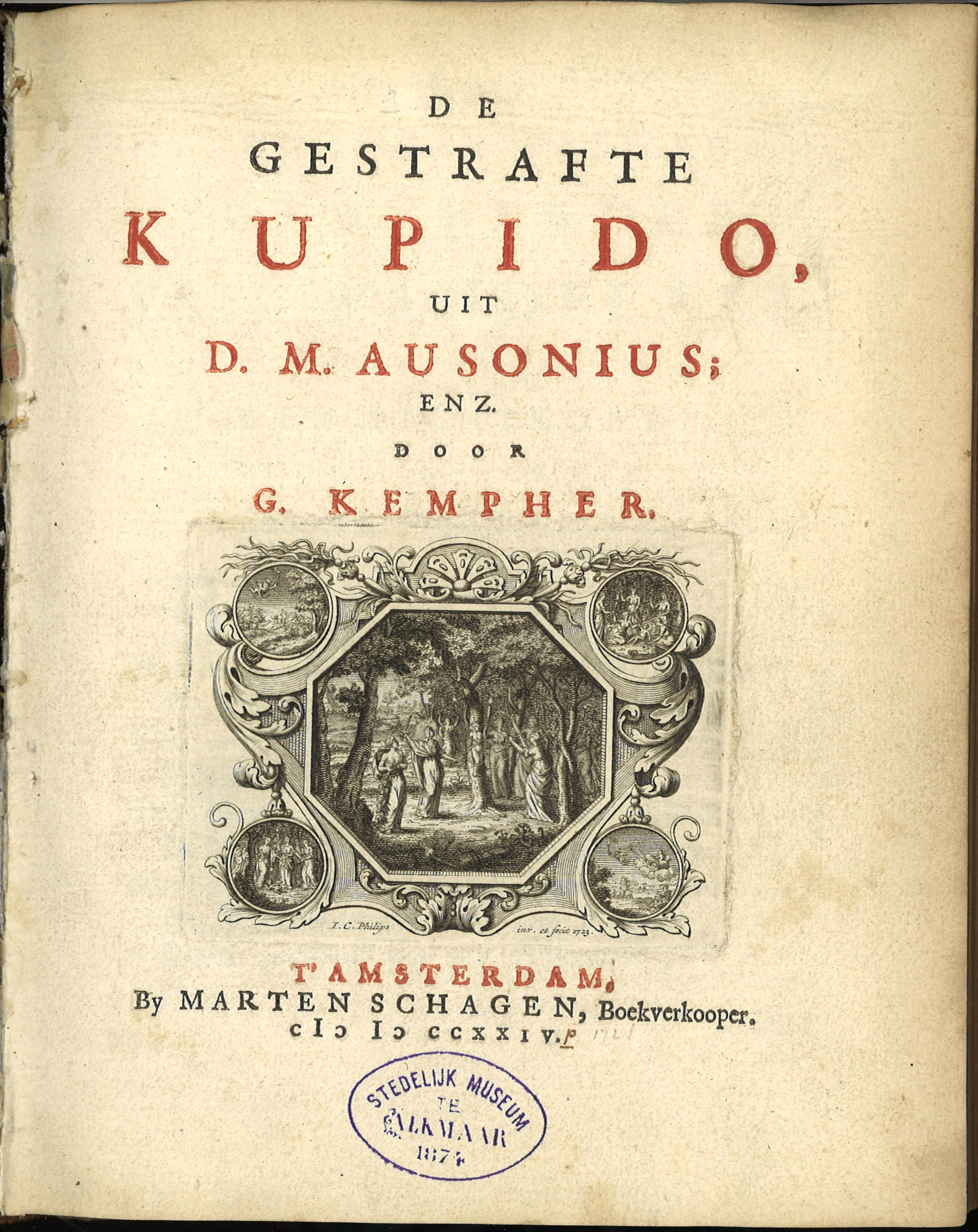
Titelpagina uitgave Marten Schagen 1724

Marten Schagen  (Alkmaar, 24 oktober 1700 - Utrecht, 20 oktober 1770) was boekverkoper, uitgever en doopsgezind predikant.
Marten Schagen was in zijn jeugd leerling boekverkoper in Alkmaar. In 1723 begon hij een eigen boekhandel en uitgeverij in Amsterdam. Hij gaf voornamelijk theologische werken uit en vertaalde boeken uit het Engels, Frans, Duits  en Latijn. Hij was Doopsgezind predikant in Amsterdam, Alkmaar en Utrecht. Hij was een van de oprichters van het Utrechtse Taal-, dicht- en oudheidkkundig genootschap "Dulces ante omnia musae" en van de Maatschappij der Nederlandse Letterkunde.

## Biografie
Marten was de zoon van Pieter Martensz. Schagen en Grietje Jacobs Volder. Hij bezocht in zijn jeugd de Latijnse School, maar moest die verlaten vanwege het overlijden van zijn vader. Hij werd leerling van een boekverkoper in Alkmaar en wijdde zich in de nachtelijke uren aan taalstudie.  In 1718 werd hij lid van de doopsgezinde gemeente in Alkmaar en verhuisde naar Amsterdam, waar hij in 1723 een eigen boekhandel en uitgeverij begon. Hij gaf voornamelijk theologisch werk uit, alsmede publicaties betreffende Nederlandse taal- en letterkunde. Daarnaast vertaalde Schagen werken van Engelse, Franse en Duitse schrijvers. In 1732 publiceerde hij het werk van Flavius Josephus, uit het Latijn vertaald door de doopsgezinde predikanten J.L. Rogge en A. Loosjes. Schagen wijdde zich geruime tijd aan theologische studies en had daardoor veel kennis van de doopsgezinde geschiedenis. Hier kwamen vele publicaties uit voort. Hij schreef ook onder het pseudoniem N.H. Weetlust. Schagen liet zijn boekerij na aan de Utrechtse doopsgezinde gemeente die deze in 1834 verkocht aan de bibliotheek der Verenigde Doopsgezinde Gemeente te Amsterdam.

## Werkzaam leven

##### Boekverkoper en uitgever
Amsterdam, 1723-1738 aan de Nieuwendijk

##### Doopsgezind predikant
- 1727-1738: Amsterdam
- 1738-1741: Alkmaar
- 1741-1770: Utrecht

- Biblioteca Nacional de España: XX1613011
- Biografisch Portaal: 98663618
- Digitale Bibliotheek voor de Nederlandse Letteren: scha028
- International Standard Name Identifier: 0000 0000 4203 6942
- Library of Congress Control Number: no2001081440
- Nederlandse Thesaurus van Auteursnamen: 068248717
- RKD-Nederlands Instituut voor Kunstgeschiedenis: 353406
- Système universitaire de documentation: 140674314
- Virtual International Authority File: 68587593
- WorldCat: E39PBJwHkFp7kDkkB869KJpgKd